# Dzień Zamenhofa
Dzień Ludwika Zamenhofa (znany także jako Dzień Esperanto) – coroczne międzynarodowe święto obchodzone 15 grudnia.

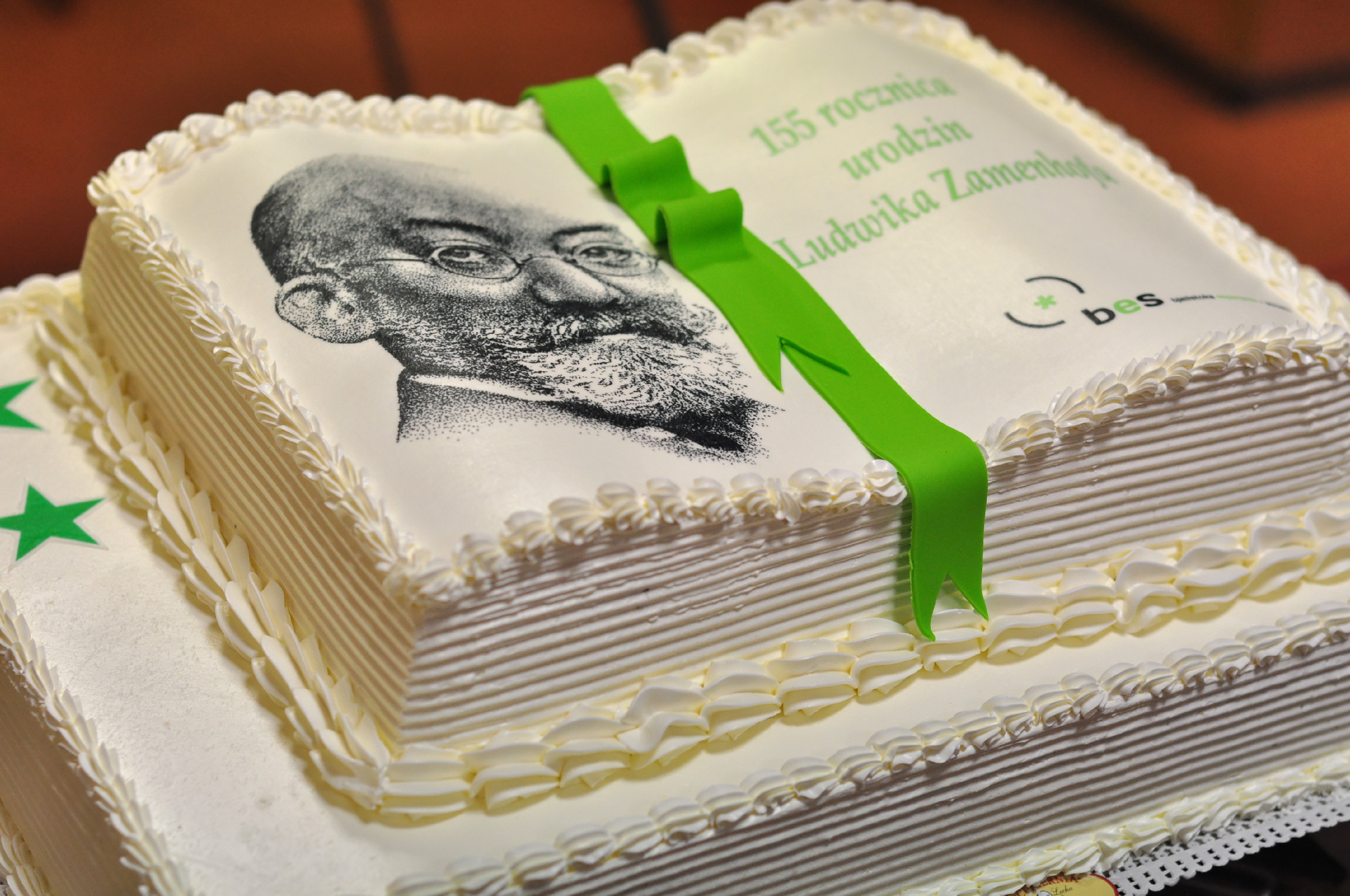
Ciasto upieczone z okazji Dnia Zamenhoffa

Święto to obchodzone jest w rocznicę urodzin Ludwika Zamenhofa, twórcy języka esperanto. Celem święta jest propagowanie wiedzy na temat Ludwika Zamenhofa, języka esperanto i kultury esperanckiej. Zazwyczaj święto to hucznie obchodzone jest w Białymstoku (miejscu urodzenia Zamenhofa) i jego okolicach. Historia święta sięga lat dwudziestych XX wieku, kiedy na pomysł utworzenia święta wpadła grupa intelektualistów i aktywistów esperanckich.  